# Za daleko
Za daleko – singel dwóch piosenkarzy, Mrozu oraz Vito Bambino, wydany w 2022 roku, promujący album studyjny Złote bloki.
Utwór uzyskał status potrójnie platynowej płyty w Polsce oraz znalazł się na 5. miejscu listy OLiA, najczęściej odtwarzanych utworów w polskich rozgłośniach radiowych. Utwór napisali i skomponowali Arkadiusz Sitarz, Łukasz Mróz, Mateusz Dopieralski, Piotr Rubik oraz Wiktor Koperski, natomiast jego produkcją zajął się Piotr Rubik oraz Łukasz Mróz.
Singel ukazał się w formacie digital download w 2022 roku w Polsce. Piosenka została umieszczona na szóstym albumie studyjnym Mrozu – Złote bloki. Do utworu powstał teledysk, który udostępniono w dniu premiery singla za pośrednictwem serwisu YouTube.